# Эскеш, Тьерри
Тьерри Эскеш (фр. Thierry Escaich, 8 мая 1965, Ножан-сюр-Марн, Валь-де-Марн) — французский композитор, органист, музыкальный педагог.

## Биография
Закончил Парижскую консерваторию. С 1992 преподает в ней. С 1997 главный органист парижской церкви Сент-Этьен-дю-Мон. Был приглашенным композитором в Лилльском национальном оркестре и оркестре Бретани, с 2007 — приглашенный композитор Лионского национального оркестра, постоянно выступает в лионском концертном зале Аудитория Мориса Равеля.

## Творчество
Развивает традиции григорианского пения. Автор духовной музыки, произведений для органа и других инструментов, вокальных и хоровых сочинений на стихи Бодлера, Корбьера, Гюисманса, Клоделя, Пеги, Сандрара, Превера, Мишо, Клода Виже и др.

## Признание
Лауреат национальных и международных премий — Андре Жоливе (1989), Нади и Лили Буланже (1994), Джордже Энеску (1999). В 2003 и 2006 отмечался премией Виктуар де ля мюзик в номинации Композитор года.